# Ерісланді Савон
Ерісланді Савон (нар. 27 липня 1990, Гуантанамо, Куба) — кубинський боксер-любитель, що виступає у важкій ваговій категорії, бронзовий призер Олімпійських ігор 2016 року, чемпіон світу (2017) та срібний призер чемпіонату світу (2015). Учасник команди «Cuba Domadores» у напівпрофесійній лізі WSB.
Ерісланді Савон є племінником триразового олімпійського чемпіона з боксу Фелікса Савона.

## Любительська кар'єра

### Чемпіонат світу 2009
- 1/16 фіналу:Переміг Ендрю Джонса (Уельс) — RSC
- 1/8 фіналу:Переміг Джілтона Бенджея Зіммермана (Нідерландські Антильські острови) — 11-4
- 1/4 фіналу:Програв Роману Капітоненко (Україна) — 6-17

### Чемпіонат світу 2011
- 1/16 фіналу:Переміг Деніжчана Гоккая (Туреччина) — RSCI
- 1/8 фіналу:Переміг Тоні Йоку (Франція) — KO
- 1/4 фіналу:Програв Магомедрасулу Маджидову (Азербайджан) — RSCH

### Олімпійські ігри 2012
- 1/8 фіналу:Програв Ентоні Джошуа (Велика Британія) — 16-17

### Чемпіонат світу 2013
- 1/16 фіналу:Переміг Хео Джін Хо (Південна Корея) — TKO
- 1/8 фіналу:Переміг Хабіба Булудіната (Алжир) — 3-0
- 1/4 фіналу:Програв Теймуру Маммадову (Азербайджан) — 1-2

### Чемпіонат світу 2015
- 1/8 фіналу:Переміг Хуліо Сезар Кастільйо (Еквадор) — 3-0
- 1/4 фіналу:Переміг Рустама Тулаганова (Узбекистан) — 3-0
- 1/2 фіналу:Переміг Абдулкадира Абдуллаєва (Азербайджан) — 3-0
- Фінал:Програв Євгену Тищенко (Росія) — 0-3

### Олімпійські ігри 2016
- 1/8 фіналу:Переміг Ловренса Околі (Велика Британія) — 3-0
- 1/4 фіналу:Переміг Яміля Перальту (Аргентина) — 3-0
- 1/2 фіналу:Програв Василю Левіту (Казахстан) — 0-3

### Чемпіонат світу 2017
- 1/8 фіналу:Переміг Рамазана Муслімова (Україна) — 5-0
- 1/4 фіналу:Переміг Чивона Кларка (Англія) — KO
- 1/2 фіналу:Переміг Василя Левіта (Казахстан) — 3-2
- Фінал:Переміг Євгена Тищенко (Росія) — 3-2

### Чемпіонат світу 2019
Здобув перемоги над Ніколозом Бегадзе (Грузія) та Александером Бвамбале (Швеція), а в чвертьфіналі програв Радославу Пантелєєву (Болгарія) — 0-5.